# Inga Kožarenoka
Inga Kožarenoka (Saldus, 16 marzo 1982) è un'ex giavellottista lettone.

## Palmarès
| Anno | Manifestazione    | Sede              | Evento      | Risultato | Prestazione | Note |
| ---- | ----------------- | ----------------- | ----------- | --------- | ----------- | ---- |
| 2000 | Mondiali juniores | Santiago del Cile | Giavellotto | Argento   | 54,64 m     |      |
| 2000 | Giochi olimpici   | Sydney            | Giavellotto | 30ª (q)   | 53,83 m     |      |
| 2002 | Europei           | Monaco di Baviera | Giavellotto | 11ª       | 55,28 m     |      |
| 2003 | Europei U23       | Bydgoszcz         | Giavellotto | 13ª       | 50,40 m     |      |
| 2005 | Universiade       | Smirne            | Giavellotto | 5ª        | 55,99 m     |      |
| 2006 | Europei           | Göteborg          | Giavellotto | 13ª (q)   | 58,25 m     |      |